# Richard Stoddert Ewell
Richard Stoddert Ewell (Georgetown, 8 de fevereiro de 1817 – Spring Hill, 25 de janeiro de 1872) foi um militar dos Estados Unidos da América, que se notabilizou como general confederado durante a Guerra da Secessão.
Richard Ewell nasceu em Georgetown (D. C.) e graduou-se pela Academia Militar de West Point em 1840.  Em tempos de paz, serviu no sudoeste dos EUA. Lutou na Guerra Mexicano-Americana, onde foi brevetado pela coragem.
Em Junho de 1861, com a secessão do sul, Ewell foi comissionado como General de Brigada do Exército Confederado.  Lutou com distinção na Primeira Batalha de Bull Run.  Em Janeiro de 1862 foi promovido a Major General. Participou da Campanha do Vale e da Campanha da Península.  Em um dos combates da campanha da Segunda Batalha de Bull Run perdeu uma das pernas, que foi substituída por uma de madeira.
Em Maio de 1863, assumiu o posto de comandante do 2º. corpo do Exército da Virgínia do Norte, com a patente de Tenente General, substituindo o lendário Stonewall Jackson. Sua performance na Batalha de Gettysburg, em Julho de 1863 é frequentemente criticada. Ewell teria perdido a oportunidade de ocupar elevações ao norte da cidade antes da concentração das tropas da União. Com essas posições tomadas, os confederados tornariam inviável a manutenção das defesas federais sobre Cemetery Ridge.
Continuou no comando do 2º. Corpo até a Batalha de Spotsylvania Court House, quando a sua saúde debilitada forçou a saída do comando de campo. Assumiu a direção das defesas da capital confederada Richmond.  Foi capturado pelos federais no início de Abril de 1865. Após a guerra passou a residir numa fazenda próxima a Spring Hill (Tennessee), até a sua morte.